# Velebitea
Velebitea is een voormalige geslacht van schimmels uit de familie Lachnaceae. Het bevatte alleen Velebitea chrysotexta, maar deze is overgezet naar het geslacht Dasyscyphella als Dasyscyphella chrysotexta.